# فیلم‌های گنگستری
گنگستری ژانری از سینماست که در آن داستان‌های دهه‌های ۱۹۳۰ تا اوایل ۱۹۸۰ را به صورت جنایی و اکثراً هیجان آور و البته درام ساخته می‌شوند.فیلم‌های گنگستری زیرمجموعه‌ای از فیلم‌های جنایی هستند.
تا کنون بهترین شاهکار سینما دربارهٔ ژانر گنگستری را فیلم پدرخوانده تصاحب کرده‌است.

## مطرح‌ترین فیلم‌ها
سری فیلم‌های پدرخوانده، ستایش شده‌ترین فیلم‌های گنگستری هستند (پدرخوانده:۱۹۷۲ - پدرخوانده:قسمت دوم:۱۹۷۴ - پدرخوانده:قسمت سوم:۱۹۹۰). بعد از آن‌ها مطمئنا بهترین فیلم گنگستری فیلم رفقای خوب مارتین اسکورسیزی است. (۱۹۹۰ = همزمان با پدرخوانده:قسمت سوم)

## ۱۰ فیلم برتر ژانر گنگستری/جنایی
- ۱-پدرخوانده
- ۲-رفقای خوب
- ۳-پدخوانده:قسمت سوم
- ۴-التهاب شدید
- ۵-بانی و کلاید
- ۶-صورت زخمی:شرم یک ملت
- ۷-داستان عامه پسند
- ۸-دشمن مردم
- ۹-سزار کوچک
- ۱۰-صورت زخمی

## منبع
هٔسایت جامع فیلم‌های هالیوودی:صد فیلم برتر تاریخ آمریکا